# Orenín
Orenín (en euskera y oficialmente Orenin) es un despoblado que actualmente forma parte del municipio de Elburgo, en la provincia de Álava, España. 

## Historia
Hacia mediados del siglo XIX, el lugar, por entonces perteneciente a Gamboa, tenía contabilizada una población de 52 habitantes. Aparece descrito en el duodécimo volumen del Diccionario geográfico-estadístico-histórico de España y sus posesiones de Ultramar de Pascual Madoz con las siguientes palabras:

ORENIN: l. del ayunt. de Gamboa, en la prov. de Alava (á Vitoria 2 1/2 leg.), part. jud. de Salvatierra (3), aud. terr. de Búrgos, c. g. de lsa Provincias Vascongadas, dióc. de Calahorra (11). sit. en una pequeña elevacion, dominando una estensa llanura; clima frio; reina el viento N. y se padecen pulmonias: tiene 15 casas inclusa la municipal; igl. parr. dedicada á San Lorenzo, servida por un beneficiado; cementerio en una ermita con la adovacion de San Sebastian, y para surtido de los vec. una fuente de aguas comunes. El térm. confina N. r. Zadorra; E. Maturana; S. Urizar, y O. Ullibarri-Arrazua, y comprende dentro de su circunferencia una deh. y un monte sin arbolado. El terreno es de buena calidad; le atraviesa el r. Estraza, que nace en Mendijur y va á reunirse al Zadorra, El correo se recibe de Vitoria. prod.: trigo, cebada, maiz y todo género de mistos; cria de ganado caballar y lanar; caza de codornices, perdices y tordas: pesca de anguilas y truchas. pobl.: 8 vec., 52 alm. riqueza y contr. con su ayunt. (V.).
(Madoz, 1849, p. 304)

El 10 de mayo de 1957, a causa de la construcción del embalse de Ullíbarri-Gamboa, pasó a formar parte del municipio de Elburgo. Los restos del municipio que no quedaron bajo las aguas han dado lugar a la isla de Orenín.